# بيلوت مونتين (كارولاينا الشمالية)
بيلوت مونتين (بالإنجليزية: Pilot Mountain, North Carolina)‏ هي بلدة أمريكية تقع في الولايات المتحدة في مقاطعة سوري، كارولاينا الشمالية. يقدر عدد سكانها بـ 1,477 نسمة ومساحتها 4.5 كم2 وترتفع عن سطح البحر 353 متر.

## التركيبة السكانية
حدّد مكتب تعداد الولايات المتحدة بيانات التركيبة السكانية لبيلوت مونتين في تعداد الولايات المتحدة. في ما يلي، التركيبة السكانية حسب تعدادي 2000 و2010.

### تعداد عام 2000
بلغ عدد سكان بيلوت مونتين 1,281 نسمة بحسب تعداد عام 2000، وبلغ عدد الأسر 585 أسرة وعدد العائلات 364 عائلة مقيمة في البلدة. في حين سجلت الكثافة السكانية 240.3 نسمة لكل كيلومتر مربع (622.4/ميل2). وبلغ عدد الوحدات السكنية 644 وحدة بمتوسط كثافة قدره 120.8 لكل كيلومتر مربع (312.9/ميل2).
وتوزع التركيب العرقي للبلدة بنسبة 87.82% من البيض و9.29% من الأمريكيين الأفارقة و0.16% من الأمريكيين الأصليين و0.47% من الأمريكيين ذوي الأصول الآسيوية و0.86% من الأعراق الأخرى و1.41% من عرقين مختلطين أو أكثر و1.25% من الهسبانيون أو اللاتينيون من أي عرق.
بلغ عدد الأسر 585 أسرة كانت نسبة 27.7% منها لديها أطفال تحت سن الثامنة عشر تعيش معهم، وبلغت نسبة الأزواج القاطنين مع بعضهم البعض 45.3% من أصل المجموع الكلي للأسر، ونسبة 14.7% من الأسر كان لديها معيلات من الإناث دون وجود شريك، بينما كانت نسبة 2.2% من الأسر لديها معيلون من الذكور دون وجود شريكة وكانت نسبة 37.8% من غير العائلات. تألفت نسبة 34.5% من أصل جميع الأسر من عدة أفراد يعيشون في نفس المنزل ونسبة 15.7% كانت تتألف من شخص يعيش بمفرده يبلغ من العمر 65 عاماً أو أكثر. وبلغ متوسط حجم الأسرة المعيشية 2.19، أما متوسط حجم العائلات فبلغ 2.81.
بلغ العمر الوسطي للسكان 39.8 عاماً. وكانت نسبة 22.5% من القاطنين تحت سن الثامنة عشر، وكانت نسبة 7.3% بين الثامنة عشر والرابعة والعشرين عاماً، ونسبة 27.3% كانت واقعةً في الفئة العمرية ما بين الخامسة والعشرين والرابعة والأربعين عاماً، ونسبة 23.7% كانت ما بين الخامسة والأربعين والرابعة والستين، ونسبة 19.2% كانت ضمن فئة الخامسة والستين عاماً فما فوق. يوجد لكل 100 أنثى 79.9 ذكر، ويوجد لكل 100 أنثى في الثامنة عشر من عمرها فما فوق 75.4 ذكر.
بلغ متوسط دخل الأسرة في البلدة 33,529 دولارًا، أما متوسط دخل العائلة فبلغ 42,279 دولارًا. وكان متوسط دخل الذكور 31,522 دولارًا مقابل 21,250 دولارًا للإناث. وسجل دخل الفرد الخاص بالبلدة 18,526 دولارًا. وكانت نسبة 11.9% من العائلات ونسبة 15.5% من السكان تحت خط الفقر، وكان من هؤلاء نسبة 25.1% تحت سن الثامنة عشر ونسبة 17.2% في الخامسة والستين من العمر وما فوق.

### تعداد عام 2010
بلغ عدد سكان بيلوت مونتين 1,477 نسمة بحسب تعداد عام 2010، وبلغ عدد الأسر 669 أسرة وعدد العائلات 402 عائلة مقيمة في البلدة. في حين سجلت الكثافة السكانية 277.1 نسمة لكل كيلومتر مربع (717.7/ميل2). وبلغ عدد الوحدات السكنية 739 وحدة بمتوسط كثافة قدره 138.6 لكل كيلومتر مربع (359.0/ميل2).
وتوزع التركيب العرقي للبلدة بنسبة 89.10% من البيض و6.50% من الأمريكيين الأفارقة و0.41% من الأمريكيين الأصليين و0.88% من الأمريكيين ذوي الأصول الآسيوية و0.07% من سكان جزر المحيط الهادئ و1.42% من الأعراق الأخرى و1.62% من عرقين مختلطين أو أكثر و3.32% من الهسبانيون أو اللاتينيون من أي عرق.
بلغ عدد الأسر 669 أسرة كانت نسبة 30.3% منها لديها أطفال تحت سن الثامنة عشر تعيش معهم، وبلغت نسبة الأزواج القاطنين مع بعضهم البعض 38.9% من أصل المجموع الكلي للأسر، ونسبة 16.3% من الأسر كان لديها معيلات من الإناث دون وجود شريك، بينما كانت نسبة 4.9% من الأسر لديها معيلون من الذكور دون وجود شريكة وكانت نسبة 39.9% من غير العائلات. تألفت نسبة 35.3% من أصل جميع الأسر من عدة أفراد يعيشون في نفس المنزل ونسبة 14.1% كانت تتألف من شخص يعيش بمفرده يبلغ من العمر 65 عاماً أو أكثر. وبلغ متوسط حجم الأسرة المعيشية 2.21، أما متوسط حجم العائلات فبلغ 2.85.
بلغ العمر الوسطي للسكان 39.8 عاماً. وكانت نسبة 23.6% من القاطنين تحت سن الثامنة عشر، وكانت نسبة 7.7% بين الثامنة عشر والرابعة والعشرين عاماً، ونسبة 26.5% كانت واقعةً في الفئة العمرية ما بين الخامسة والعشرين والرابعة والأربعين عاماً، ونسبة 25.1% كانت ما بين الخامسة والأربعين والرابعة والستين، ونسبة 17.1% كانت ضمن فئة الخامسة والستين عاماً فما فوق. وتوزع التركيب الجنسي للسكان بنسبة 46.2% ذكور و53.8% إناث.

## أعلام
- إد كوكي